# Banjarsari (Sumberasih)
Banjarsari is een bestuurslaag in het regentschap Probolinggo van de provincie Oost-Java, Indonesië. Banjarsari telt 7555 inwoners (volkstelling 2010).